# Joel Feinberg
Joel Feinberg (* 19. Oktober 1926 in Detroit, Michigan; † 29. März 2004 in Tucson) war ein US-amerikanischer Philosoph.
Feinberg studierte an der University of Michigan und schrieb seine Dissertation über die Philosophie Ralph Barton Perrys unter Charles L. Stevenson. Er hatte Lehraufträge an der Brown University, Princeton University, University of California, Rockefeller University und bis zu seiner Emeritierung 1994 an der University of Arizona. 1976 wurde er in die American Academy of Arts and Sciences aufgenommen.
Feinbergs Betätigungsfeld konzentrierte sich auf die praktische Philosophie, darunter Ethik, Sozialphilosophie und Rechtsphilosophie. Er vertrat einen moderaten Liberalismus. Einige seiner Überlegungen ("Legal Paternalism", In: Rights, Justice, and the Bounds of Liberty siehe Literatur) weisen, zwar noch im liberalen Rahmen verbleibend, teils über diesen hinaus und schließen auch andere Rechtsgrundlagen als das sogenannte "harm principle" ein.
Er diskutiert diese Problematik ausführlich in seinem vierbändigen Werk The Moral Limits of Criminal Law. Es wurde zwischen 1984 und 1988 veröffentlicht und behandelt pro Band jeweils ein Problemkreis der Begründung bzw. Grundlegung von staatlichen Rechtshandlungen. So stellt der erste Band (Harm to Others, Die Schädigung anderer) die Grundlage für seine liberale Rechtseinstellung dar und grenzt Schaden, der anderen zugefügt werden kann, von anderen Formen der Beeinflussung anderer Menschen ab. Das erwähnte harm principle stellt dabei den Hauptgrund für staatliche Rechtsgebung dar, denn der Staat wird als Garant der Unversehrtheit seiner Bürger angesehen. In den drei folgenden Bänden lotet Feinberg die Möglichkeit von Staatsinterventionen bei nicht schadendem Verhalten aus. Folglich heißt der zweite Band Offense to Others (Beleidigung anderer oder präziser: moralisch angreifendes aber nicht schadendes Handeln gegenüber Dritten) und der vierte Band Harmless Wrongdoing (harmloses moralisches Fehlverhalten). Der dritte Band Harm to Self (Selbstschädigung) diskutiert, inwiefern der Staat ein Recht besitzt Handlungen zu unterbinden bzw. einzugreifen, wenn Menschen sich selbst Schaden zufügen – prominenter Weise Selbstmord.
Seine liberale Position ist sehr durchdacht und versucht der tatsächlichen Gesetzgebung sowie größtenteils intuitiven Einschätzungen von ethischen Problemen gerecht zu werden. Daher verteidigt er auch keinen radikalen Liberalismus, sondern lässt öffentliche Beleidigungen, Denunziation, Verleumdung als Grundlage für staatliches Eingreifen zu. Seine Position beeinflusste einen weiten Teil der Debatte um Liberalismus, Paternalismus und Grundlagen der Rechtsgebung in der zweiten Hälfte des 20. Jahrhunderts in den USA. Durch seine ausgiebige Lehrtätigkeit tragen einige seiner Schüler seine Ideen in ihrer eigenen Arbeit auf dem Gebiet der praktischen Philosophie fort.

## Schriften
- Doing and Deserving: Essays in the Theory of Responsibility. Princeton: Princeton University Press 1970.
- "The Rights of Animals and Future Generations". In: Philosophy and Environmental Crisis. Hrsg. William Blackstone. Athens, Georgia: University of Georgia Press 1974. ISBN 0-8203-0343-7.
- Rights, Justice, and the Bounds of Liberty: Essays in Social Philosophy. Princeton: Princeton University Press 1980.
- The Moral Limits of the Criminal Law. Vol. 1, Harm to Others. New York: Oxford University Press 1984.
- The Moral Limits of the Criminal Law. Vol. 2, Offense to Others. New York: Oxford University Press 1985.
- The Moral Limits of the Criminal Law. Vol. 3, Harm to Self. New York: Oxford University Press 1986.
- The Moral Limits of the Criminal Law. Vol. 4, Harmless Wrongdoing. New York: Oxford University Press 1988.
- Freedom and Fulfillment: Philosophical Essays. Princeton: Princeton University Press 1992.
- Problems at the Roots of Law: Essays in Legal and Political Theory. Oxford: Oxford University Press 2003.

| Personendaten    | Personendaten                         |
| ---------------- | ------------------------------------- |
| NAME             | Feinberg, Joel                        |
| KURZBESCHREIBUNG | US-amerikanischer Philosoph           |
| GEBURTSDATUM     | 19. Oktober 1926                      |
| GEBURTSORT       | Detroit, Michigan, Vereinigte Staaten |
| STERBEDATUM      | 29. März 2004                         |
| STERBEORT        | Tucson, Arizona, Vereinigte Staaten   |